# Milena Mrazović
Milena Theresia Preindlsberger von Preindlsperg (Bjelovar, 28 de dezembro de 1863 — Viena, 20 de janeiro de 1927) foi uma jornalista, escritora, compositora e pianista austro-húngara.